# Bački Petrovac
Bački Petrovac (Servisch: Бачки Петровац; Slowaaks: Báčsky Petrovec) is een gemeente in het Servische district Zuid-Bačka.
Bački Petrovac telt 14.681 inwoners (2002). Hiervan vormen de Slowaken de grootste etnische groep. De oppervlakte bedraagt 158 km², de bevolkingsdichtheid is 92,9 inwoners per km².

## Plaatsen in de gemeente
De gemeente Bački Petrovac omvat de volgende plaatsen:
- Bački Petrovac
- Gložan (Slowaaks: Hložany)
- Kulpin (Slowaaks: Kulpín)
- Maglić